# Si vis pacem, para bellum
Si vis pacem, para bellum is een spreekwoord in het Latijn en betekent: als je vrede wilt, bereid je dan voor op oorlog.
Over de oorsprong van de wijsgerige lijfspreuk bestaat geen zekerheid, maar de boodschap is herkend in De Wetten van Plato, Νόμοι 4 daterend van voor 347 v.Chr., en in Epaminondas 5 van Cornelius Nepos uit de 1e eeuw v.Chr.. Omstreeks 390 schreef Flavius Vegetius Renatus in zijn Epitoma rei militaris woorden die zeer nabij komen: "Qui desiderat pacem, bellum praeparet", wie naar vrede verlangt, bereide zich voor op oorlog. De strekking is dezelfde: er is geen vrede zonder effectieve afschrikking van eventuele agressors. In de krijgsgeschiedenis hebben vele soldaten moed geput uit de oude Latijnse uitdrukking. De wapenwedloop tijdens de Koude Oorlog was gebaseerd op dezelfde eeuwenoude politiek, en mondde uit in de ontwikkeling van massavernietigingswapens. De spreuk kan in een pacifistische uitleg worden gezien als de raadgeving om beter met een vooruitziende blik conflicten te voorkomen dan ze te moeten genezen.
De beschrijving van de Romeinse oorlogvoering die Vegetius naliet, was mogelijk bedoeld om een hervorming van het leger te bepleiten bij keizer Theodosius. Onder de titel De Re Militari werd het werk een belangrijke militaire handleiding voor middeleeuwse vorsten. Het werk vormde vermoedelijk ook een inspirerende bron van informatie voor Dell'arte della guerra uit 1520 van Machiavelli (uit het Italiaans De krijgskunst, in het Engels The Art of War). Ook hij onderstreepte het belang van de mogelijkheid van ongenadige gewapende strijd om de veiligheid van de staat tot in de toekomst te waarborgen. Op elk moment kan een vreemde macht opduiken aan de grens, en op elk moment bestaat de gelegenheid om zelf ten strijde te trekken.

## Gebruik
- Si vis pacem, para bellum was het motto van de Deutsche Waffen und Munitionsfabriken (DWM), opgericht in 1896 door Isidor Löwe en gevestigd te Karlsruhe. Deze fabriek was een belangrijke wapenleverancier ten tijde van het Duitse Keizerrijk. Het bekendste product van deze wapen- en munitiefabrikant is wel het pistool "Parabellum", gemaakt in vele varianten naar het ontwerp van Georg J. Luger. Pistolen van dit type worden dikwijls "Luger" genoemd, hoewel dit eigenlijk incorrect is. Het gaat hier om de "Pistole 04" (Kaiserliche Marine) en de "Pistole 08" (Kaiserliche Armee). Om tegemoet te komen aan de wens van de Duitse overheid de parabellum te voorzien van een patroon met een rechte huls en een groter kaliber ontwikkelde DWM vanuit de in 1898 ontworpen 7.65 x 21 mm Parabellum-patroon in 1901 de 9 x 19 mm Parabellum. Deze patroon kent vele (handels)namen, variërend van 9 mm parabellum, 9 mm para, 9 x 19 mm, 9 mm luger tot 9 mm NATO, alsook combinaties van deze termen. Tegenwoordig is de 9 x 19 mm parabellum de algemeenste militaire pistoolpatroon ter wereld.
- In zijn biografie van Napoleon Bonaparte schreef De Bourrienne: "Was Napoleon een kenner van het Latijn geweest, dan zou hij waarschijnlijk de spreuk hebben omgedraaid en gezegd: Si vis bellum para pacem."[1]
- Si vis pacem... is een korte animatiefilm door de Poolse filmmaker Zofia Oraczewska (1931-1997) zonder dialoog maar met schermutselingen aan de landsgrens. De film kreeg een "Special Mention" op het het filmfestival van Krakau in 1975.[2]
- Si vis pacem is een muziekstuk van de 20e-eeuwse Franse componist Francine Aubin voor hoorn en piano.
- Si Vis Pacem, Para Bellum is de achtste aflevering van de sciencefiction televisieserie Star Trek: Discovery.
- Si Vis Pacem, Para Bellum is de vierde track van het debuutalbum Hertzainak uit 1984 van de Baskische band Hertzainak.
- Si Vis Pacem, Para Bellum wordt gebruikt in de film John Wick: Chapter 3 - Parabellum (2019). Uitgesproken door het personage Winston, gespeeld door acteur Ian McShane.
- Si Vis Pacem, Para Bellum wordt gebruikt in de film The Punisher (2004). Uitgesproken door hoofdpersoon Frank Castle, gespeeld door acteur Thomas Jane.

## Schrijfwijze
De komma bestond niet in de Romeinse tijd, maar werd in de 16e eeuw ontwikkeld door Venetiaanse boekdrukkers zoals Aldus Manutius. De spreuk wordt doorgaans voorzien van een komma na het woord pacem, maar het is geen grammaticale verplichting en een Romein zou het zonder gedaan hebben.